# Ethan Wiley
Ethan Wiley (...) è un regista, sceneggiatore e produttore cinematografico statunitense.

## Biografia
Cominciò la sua carriera cinematografica come truccatore e responsabile degli effetti speciali. Curò i trucchi di Guerre stellari - Il ritorno dello Jedi (1983) di Richard Marquand, e di Gremlins (1984) di Joe Dante.
Nel 1986 scrisse e firmò la sceneggiatura del film Chi è sepolto in quella casa? di Steve Miner, debuttò come regista l'anno successivo dirigendo il seguito La casa di Helen. Di quest'ultimo ne cura, ancora una volta, anche la sceneggiatura. Torna alla regia nel 1998 con Gli adoratori del male, tratto da un romanzo di Stephen King, dopo undici anni di assenza. Tra i suoi ultimi lavori ricordiamo Blackwater Valley Exorcism diretto nel 2005, A Dead Calling nel 2006 come produttore associato e Brutal nel 2007.
Wiley è anche un discreto compositore, infatti nel 2001 ha collaborato con Harry Manfredini alla colonna sonora del film Jason X - Il male non muore mai, decimo capitolo della saga di Venerdì 13.

## Filmografia

### Regista
- La casa di Helen (House II: The Second Story) (1987)
- Gli adoratori del male (Children of the Corn V: Fields of Terror) (1998)
- Blackwater Valley Exorcism (2006)
- Brutal (2007)
- Elf-Man (2012)
- Journey to the Forbidden Valley (2015)

### Sceneggiatore
- Chi è sepolto in quella casa? (House), regia di Steve Miner (1986)
- Brutal, regia di Ethan Wiley (2007)
- Deadwater regia di Roel Reiné (2008)
- Bear, regia di Roel Reiné (2010)

### Produttore
- A Dead Calling, regia di Michael Feifer (2006)
- Drifter, regia di Roel Reiné (2007)
- The Butterfly Room - La stanza delle farfalle, regia di Gionata Zarantonello (2012)